# Супербоул LIII
Супербоул LIII (англ. Super Bowl LIII) — 53-й матч Супербоула, решающая игра Национальной футбольной лиги в сезоне 2018 года. Матч прошёл 3 февраля на «Mercedes-Benz Stadium» в городе Атланта (штат Джорджия, США).
Это был третий Супербоул в Атланте, где ранее проходил Супербоул XXVIII в 1994 году и Супербоул XXXIV в 2000 году на стадионе Georgia Dome.

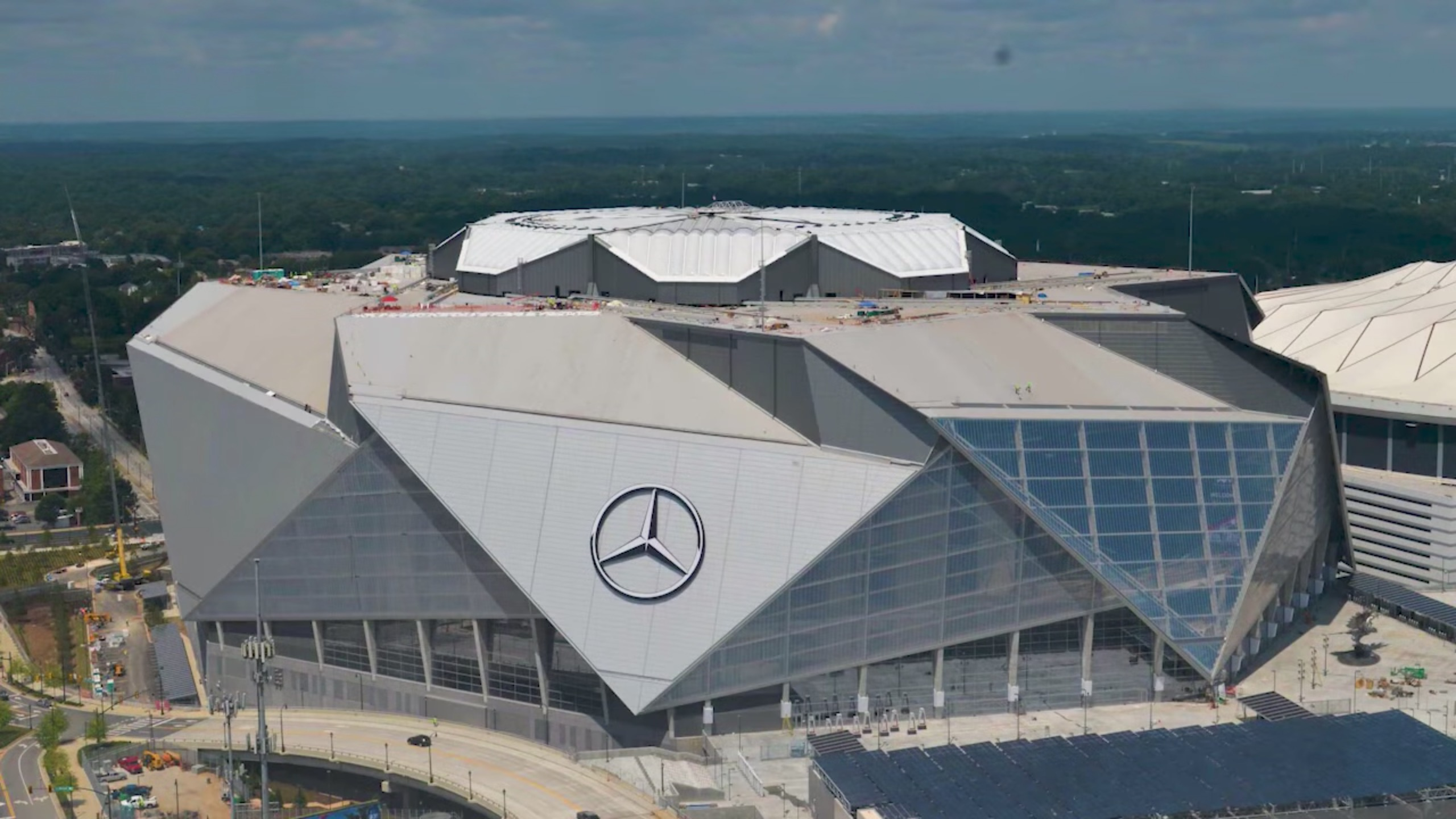
Mercedes-Benz Stadium в Атланте, место проведения Супербоул LIII.

В матче получили право играть лучшая команда Американской футбольной конференции — «Нью-Ингленд» и Национальной футбольной конференции — «Лос-Анджелес Рэмс».

## Предыстория игры
Команды ранее встречались между собой в Супербоуле XXXVI, проходившем 3 февраля 2002. В нём Патриоты победили Рэмс, на тот момент из Сент-Луиса, и завоевали свой первый кубок.Из участников того матча продолжал выступать только квотербек Патриотов Том Брэди.
Рэмс, как домашняя команда в ежегодной ротации между командами AFC и NFC, решила выбрать на матч форму сине-жёлтых цветов.
НФЛ официально начало празднование столетия на Супербоуле LIII, в преддверии своего 100-го сезона который стартовал позже в этом году — 5 сентября.

## Медиа и шоу

### Развлекательные мероприятия
Перед началом игры Глэдис Найт исполнила Гимн США.
13 января 2019 года НФЛ официально объявила, что поп-группа Maroon 5 станет хедлайнером шоу Супербоула LIII. К ней в качестве гостей присоединились Big Boi из Outkast и Travis Scott. Артисты, которые согласились выступить на Супербоуле LIII, столкнулись с критикой из-за обращения НФЛ и якобы внесения в чёрный список Колина Каперника за то, что он протестовал против жестокости полиции, вставая на колено во время государственного гимна перед играми По сообщениям, несколько артистов отклонили предложения выступить в игре..

### Трансляция

#### США
Трансляцию Супербоула LIII в рамках ежегодного цикла между тремя основными партнерами телевизионного вещания НФЛ вела CBS, который стал для неё юбилейным — 20-м. Как и в предыдущем Супербоуле для CBS (Супербоул 50), ESPN Deportes вела трансляцию игры на испанском языке. Для показа игры CBS использовала в общей сложности 115 камер, в том числе камеры с разрешением 8K в энд-зоне (end zones) — впервые в спортивной телетрансляции сети США, а также графику дополненной реальности на уровне поля и «близко» (последнее создаётся по средством беспроводной портативной камеры).

#### Россия
С этого матча началась эра трансляций НФЛ на Viasat Sport.

### Реклама
С базовой ценой, немного превышающей 5 миллионов долларов США за 30-секундный ролик, стоимость рекламы на Супербоуле осталась неизменной по сравнению с предыдущими тремя годами. По состоянию на начало января большая часть рекламного времени была распродана, за исключением нескольких «мест» во второй половине игры.
Anheuser-Busch совершил крупнейшую в истории рекламную покупку для Супербоула с восемью различными рекламными роликами различной продолжительности (общая продолжительность 5 с половиной минут эфирного времени) для 7 продуктов, в том числе три рекламировались во время игры в первый раз.

## Ход матча
В шестой раз победу в Супербоуле одержал «Нью-Ингленд Пэтриотс», обыграв «Лос-Анджелес Рэмс» 13-3, и сравнялись по достижениям с Питтсбург Стилерз.
Уайд ресивер «Патриотов» Джулиан Эдельман был признан самым ценным игроком матча, совершив 10 приёмов на 141 ярд. Он стал вторым после Тома Брэди игроком Патритов, который получил титул MVP матча. А сам Том Брэди стал самым титулованным игроком лиги — шестикратным обладателем перстня чемпиона НФЛ.
Игра стала самой нерезультативной в истории Супербоулов. Команды набрали всего 16 очков на двоих, «превзойдя» Супербоул VII в котором было набрано 21 очко. А первая половина, закончившаяся со счётом 3-0, второй «по результативности» после Супербоул IX где счёт после половины был 2-0.

### Первая половина
Патриоты получили первое владение, поскольку возвращающий Патриотов возвратил начальный удар на 38 ярдов к 39-ярдовой линии Патриотов, и команда набрала 27 ярдов с их следующими пятью розыгрышами. Но с первой попыткой паса Тома Брэди в этот день Никкель Роби-Коулман, отбил мяч, позволив защитнику Кори Литтлтону сделать перехват. Перехват оказался безрезультатным, и после панта Патриоты прошли 45 ярдов за 11 розыгрышей. Кикер Патриотов промазал попытку филд гола с 46 ярдов, по-прежнему удерживая счет 0-0. «Рэмс» снова били пант. Патриоты атаковали. Но в следующей игре Брэди был жестко остановлен защитником Джоном Франклином-Майерсом. Произошедший фамбл был подобран Патриотом в центре поля, но команда смогла добраться до 40-х «Рэмса» и была вынуждена пробить пант на 4 дауне за 18 секунд до конца первой четверти.
Вскоре Патриотам удалось пройти 39 ярдов в семи розыгрышах. Гостковски закончил владение с 42-ярдовым филд голом, давая команде преимущество 3-0 с 10:29, оставленным во второй четверти. После того, как следующие три драйва закончились пантами, Патриоты забрали мяч и прошли 36 ярдов до 32-ярдовой линии Рамс. Но в попытке сыграть 4-го и 1-го Брэди бросил не пойманный пас с 1:16, оставленным на часах.
Эти две команды вошли в свои раздевалки когда Патриоты выигрывали 3-0.

### Вторая половина
Оборонительная битва продолжалась во втором тайме. В 6:33, оставленном в третьей четверти, «Рэмс» открыли свой первый драйв из более чем пяти розыгрышей. На 3-м и 7-и от 26-ярдовой линии Патриотов Гофф потерял 9-ярдов, но Грег Церляйн смог осуществить 53-ярдовый филд гол, второй по длине в Истории Супербоула, чтобы сделать игру ничейной 3-3 с 2:11, оставленными в третьей четверти. Патриоты забрали мяч и прошли на 44-ярдовую линию Рэмса, но не смогли пройти дальше, и им пришлось бить пант. Впервые в истории Супербоула обе команды прошли три четверти, не забив ни одного тачдауна.
После того, как «Рамс» потеряли мяч Патриоты установил самый длинный проход игры, когда Брэди совершил много розыгрышей додведя их к 2-ярдовой линии Рамс. На следующем розыгрыше патриоты сделали первый тачдаунв матче который дал Патриотам лидерство 10-3 лидерства с семью минутами, оставшимися в игре. В первой игре следующего хода «Рэмса» Гофф завершил 19-ярдовый пас Куксу. На следующей игре его 17-ярдовое завершение на Вудсу переместило мяч на 27-ярдовую линию Патриотов. Но, оставив чуть более 4 минут в игре, Гофф бросил пас, который был перехвачен Стефоном Гилмором на линии 3-ярда.
Во второй игре владений Патриотов Мишель ворвался через линию схваток для 26-ярдового пробега. Три игры спустя, кикер удачно выполнил 41-ярдовым филд голом, давая Патриотам лидерство 13-3 с 1:12, оставленным на часах. Забрав мяч обратно на свои 25, «Рэмс» дошли до половины Патриотов. За 8 секунд до конца «Рэмс» решил забить филд гол, после чего последовала бы попытка бокового удара, но Церляйн промазал с 48 ярдов, и Патриоты выбежали в последние несколько секунд игровых часов